# سنتینل-۱
سنتینل-۱ (انگلیسی: Sentinel-1) یک مأموریت فضایی است که سرمایه‌گذاری آن توسط اتحادیه اروپا و امور اجرایی آن توسط آژانس فضایی اروپا در قالب برنامه کوپرنیک انجام شده و شامل مجموعه‌ای از دو ماهواره است. سنتینل-۱ مجهز به رادار دهانه ترکیبی در باند سی است که به این ماهواره توانایی تصویربرداری در تمامی ساعات شبانه‌روز و همه شرایط آب و هوایی را می‌دهد.
در ۱۲ مارس ۲۰۱۰ سازمان فضایی اروپا و تالس آلنیا اسپیس قراردادی به ارزش ۲۷۰ میلیون یورو جهت ساخت دومین ماهواره از ماهواره‌های دوگانه سنتینل-۱ را امضا کردند.
در ۲۵ فوریه ۲۰۱۴ نخستین ماهواره این گروه به نام سنتینل-۱ای در سکوی پرتاب خود در کورو واقع در گویان فرانسه رسید و در ۳ آوریل ۲۰۱۴ توسط موشک سایوز به فضا پرتاب شد.

## کاربردها
سنتینل-۱ پیوستگی داده‌های مأموریت‌های انویست و ماهواره سنجش از دور اروپا را با بهبودهایی در زمینه بازبینی، پوشش، بهنگام‌بودن و قابلیت اعتماد داده‌ها فراهم می‌کند.
خلاصه‌ای از کاربردهای این ماهواره عبارت است از:
- پایش مناطق یخ‌بسته دریاها و محیط زیست شمالگان و مراقبت از محیط‌های دریایی
- پایش مخاطرات سطح زمین
- نقشه‌برداری از سطح زمین، جنگل، آب و خاک
- پشتیبانی امدادرسانی در مواقع بحران و مخاطرات طبیعی

انتظار می‌رود ماهواره‌های سنتینل-۱ در زمینه تحلیل زمین‌لرزه‌ها با استفاده از تکنیک‌های تداخل‌سنجی رادار دهانه ترکیبی (InSAR) با سرعت و دقت بیشتری نسبت به دیگر تکنیک‌ها عمل کنند.

## نگارخانه

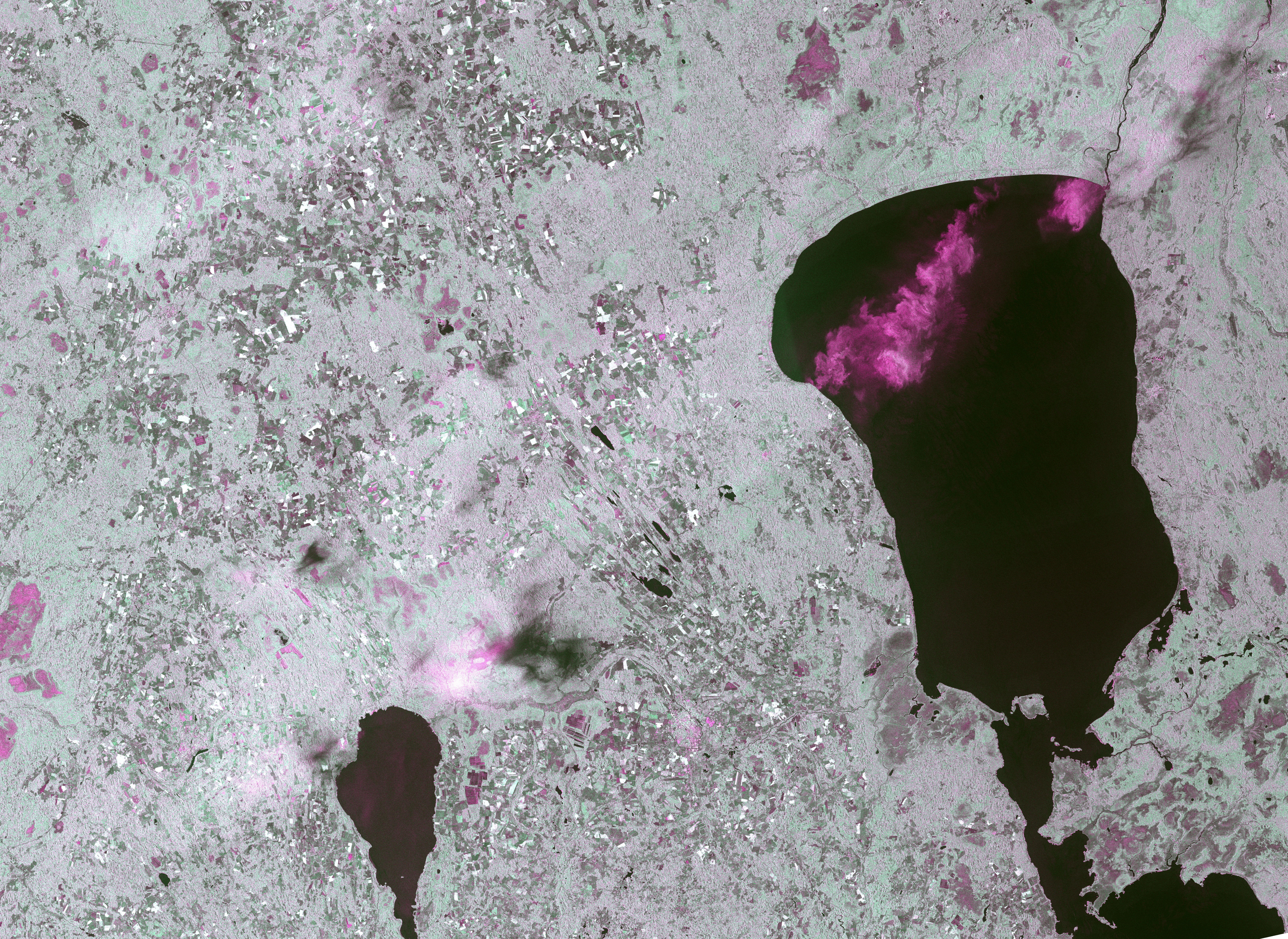
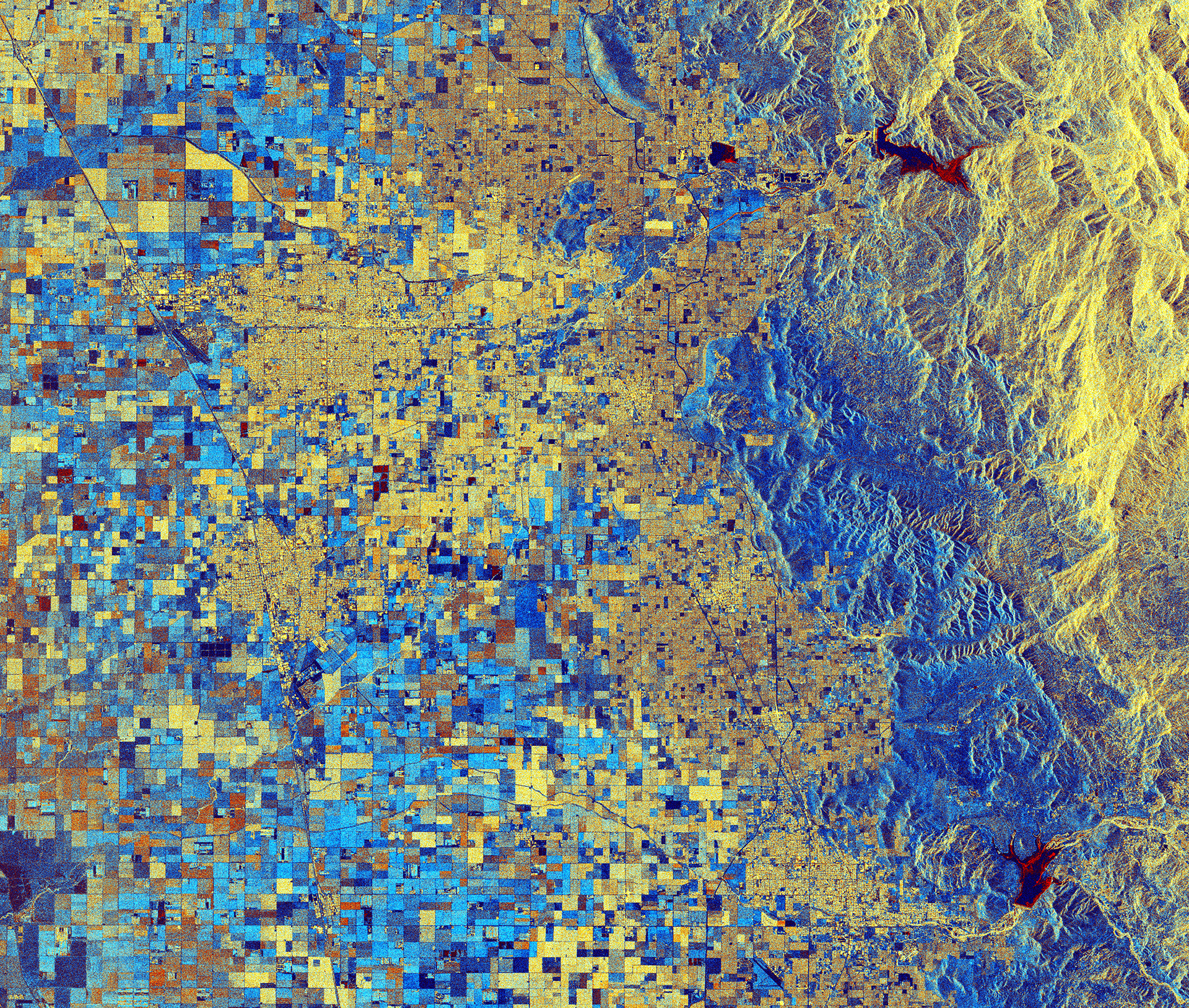
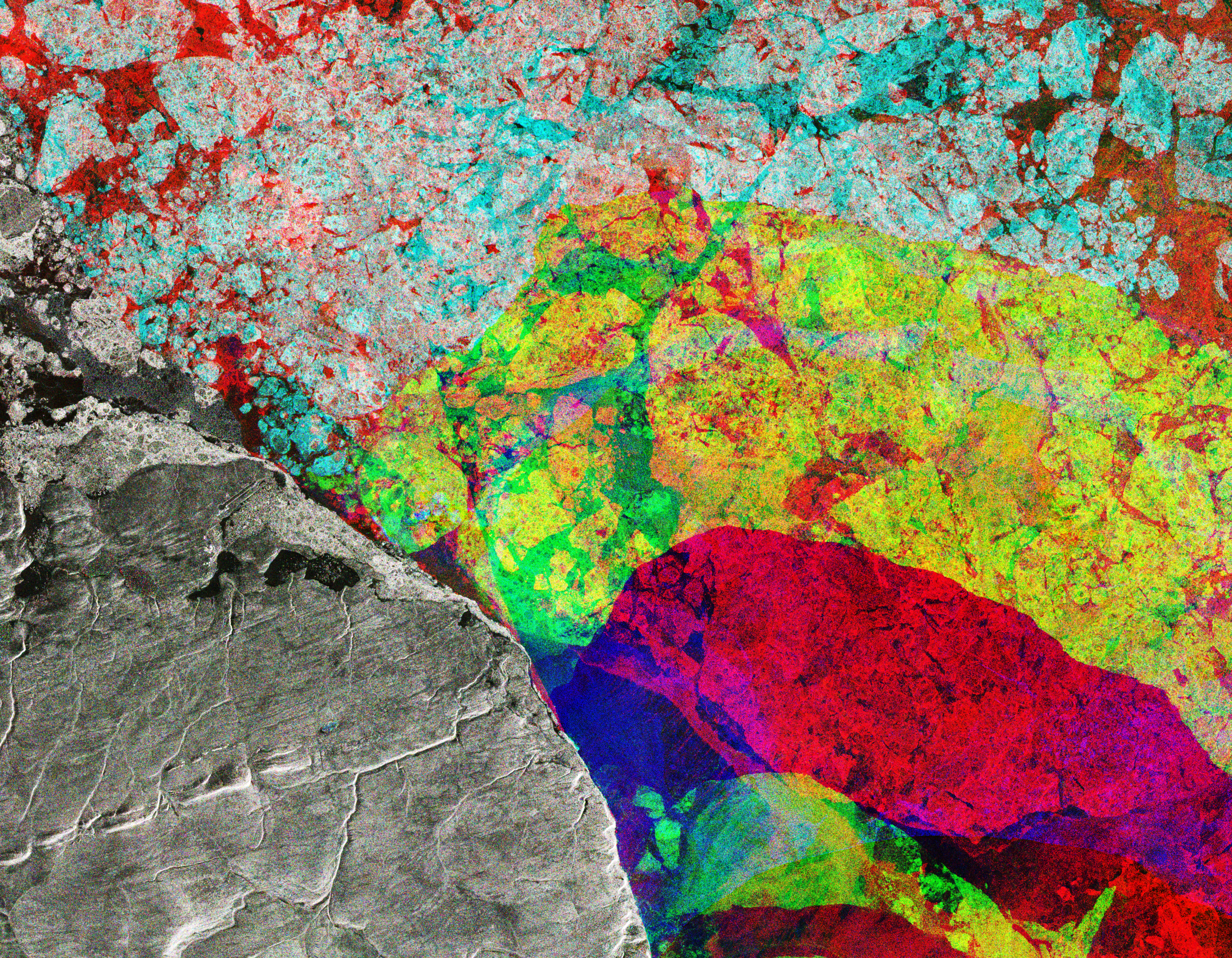
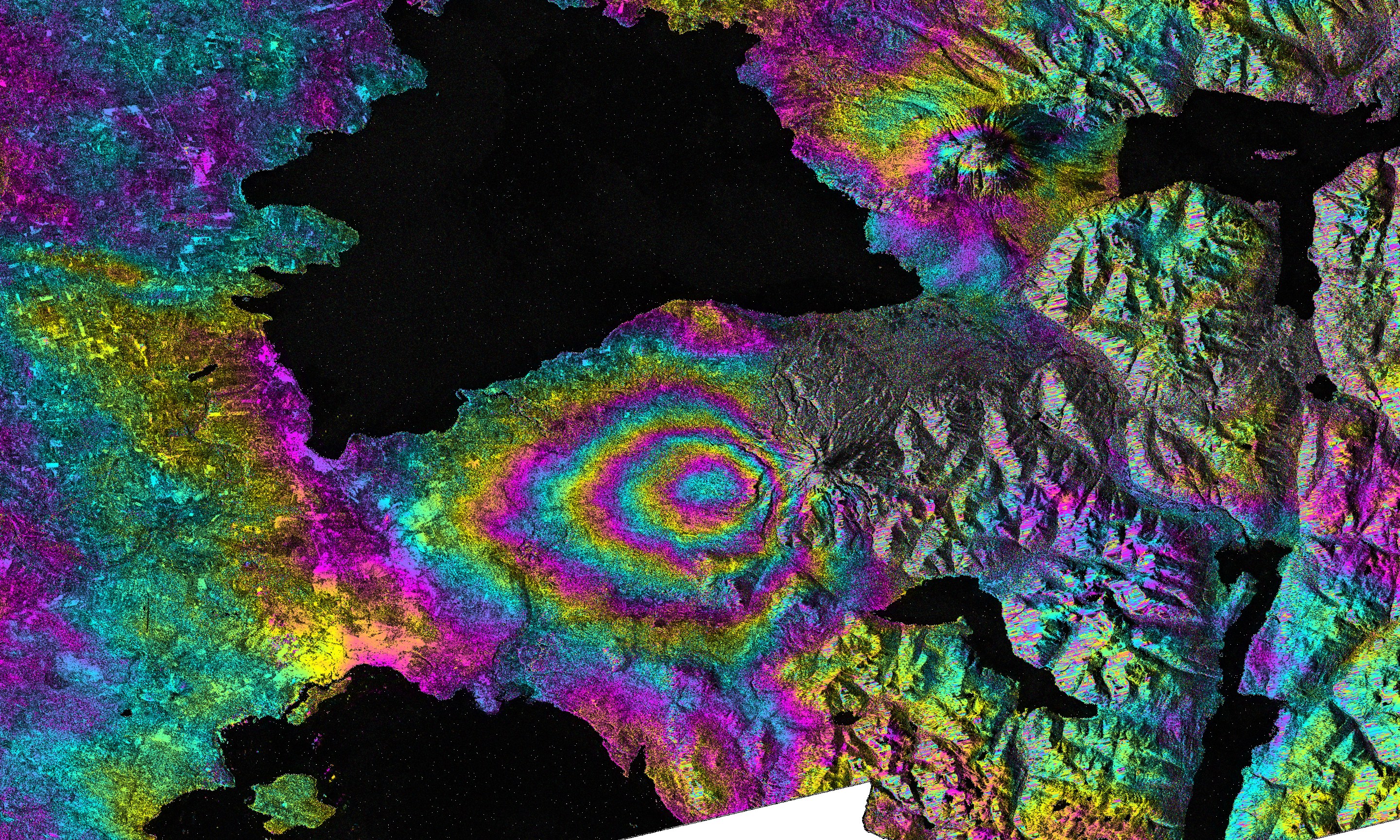
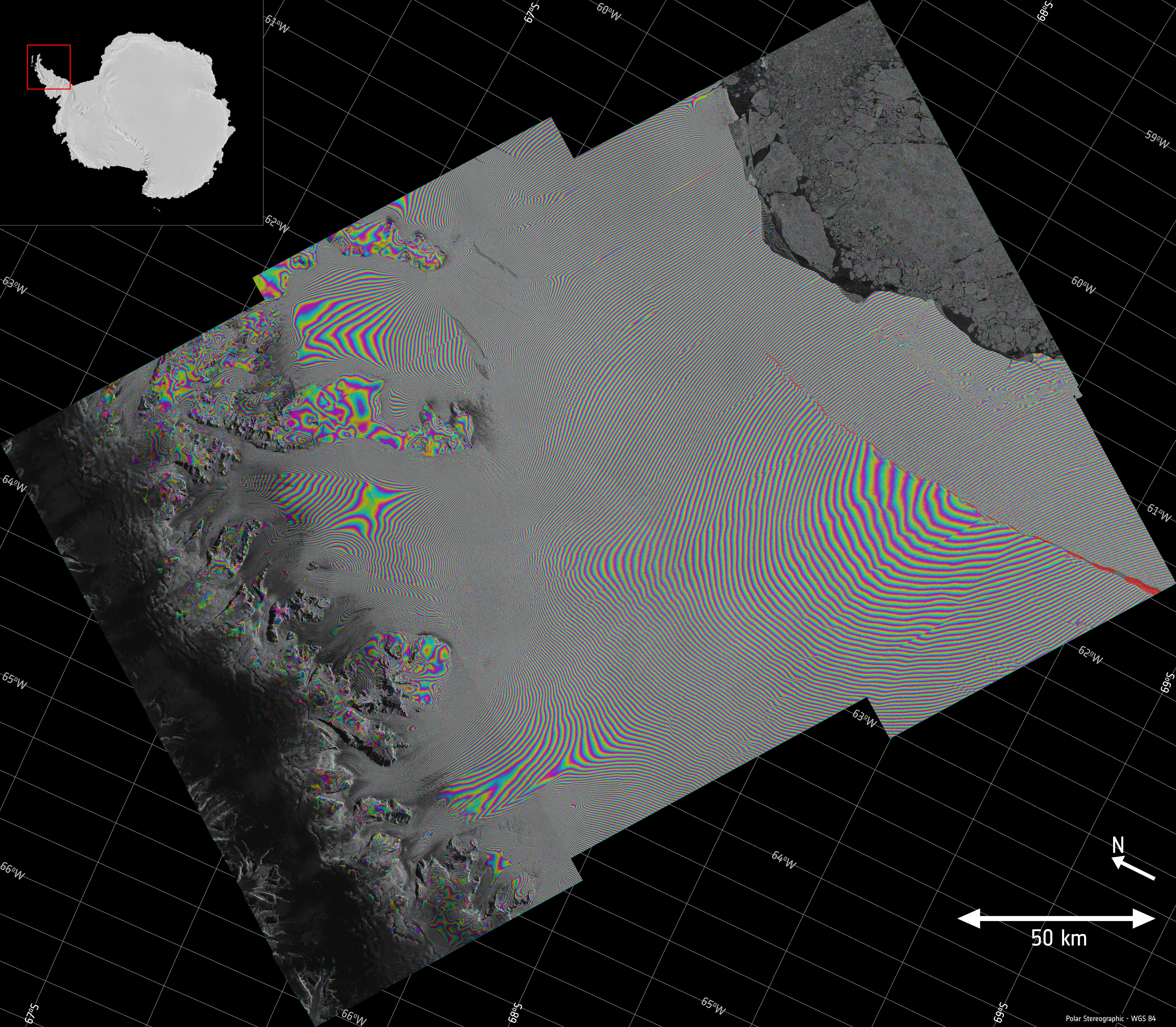